# لازار أوبرادوفيتش
لازار أوبرادوفيتش (5 ديسمبر 1992 في صربيا - ) هو لاعب كرة قدم صربي في مركز الدفاع. لعب مع FK Polet Ljubić ‏ وبوراتس تشاتشاك ‏.

## وصلات خارجية
- لازار أوبرادوفيتش على موقع قاعدة بيانات كرة القدم.إي يو (الإنجليزية)
- لازار أوبرادوفيتش على موقع Soccerway.com (الإنجليزية)